# Emma Johnson (natation)
Emma Clare Johnson, née le 24 février 1980 à Sydney (Australie), est une nageuse australienne spécialiste du 4 nages. Elle est médaillée de bronze en relais aux Jeux de 1996.

## Carrière
Représentant l'Australie aux Jeux olympiques d'été de 1996, Emma Johnson termine 12e du 400 m nage libre et 17e du 200 m 4 nages puis 5e du 400 m 4 nages. En relais, elle monte sur la troisième marche du podium du 4 x 200 m nage libre avec Julia Greville, Nicole Livingstone et Susie O'Neill.
En 2023, elle est nommée directrice de la commission anti-crime et corruption de l'Australie-Occidentale. Elle travaillait depuis trois ans avec Sport Integrity Australia avant sa nomination.

## Palmarès
| Date | Compétition                  | Lieu     | Place | Course               |
| ---- | ---------------------------- | -------- | ----- | -------------------- |
| 1995 | Championnats pan-pacifiques  | Atlanta  | 4e    | 200 m nage libre     |
| 1995 | Championnats pan-pacifiques  | Atlanta  | 7e    | 400 m nage libre     |
| 1995 | Championnats pan-pacifiques  | Atlanta  | 15e   | 200 m 4 nages        |
| 1995 | Championnats pan-pacifiques  | Atlanta  | 6e    | 400 m 4 nages        |
| 1995 | Championnats pan-pacifiques  | Atlanta  | 2e    | 4 x 200 m nage libre |
| 1996 | Jeux olympiques              | Atlanta  | 12e   | 400 m nage libre     |
| 1996 | Jeux olympiques              | Atlanta  | 17e   | 200 m 4 nages        |
| 1996 | Jeux olympiques              | Atlanta  | 5e    | 400 m 4 nages        |
| 1996 | Jeux olympiques              | Atlanta  | 3e    | 4 x 200 m nage libre |
| 1997 | Championnats du monde (25 m) | Göteborg | 3e    | 4 x 200 m nage libre |
| 1997 | Championnats du monde (25 m) | Göteborg | 1re   | 400 m 4 nages        |
| 1998 | Championnats du monde (50 m) | Perth    | 15e   | 200 m 4 nages        |
| 1998 | Championnats du monde (50 m) | Perth    | 13e   | 400 m 4 nages        |
| 1998 | Championnats du monde (50 m) | Perth    | 15e   | 200 m dos            |
| 1998 | Championnats du monde (50 m) | Perth    | 4e    | 4 x 200 m nage libre |
| 1999 | Championnats pan-pacifiques  | Sydney   | 16e   | 200 m nage libre     |
| 1999 | Championnats pan-pacifiques  | Sydney   | 12e   | 200 m 4 nages        |
| 1999 | Championnats pan-pacifiques  | Sydney   | 8e    | 400 m 4 nages        |
| 1999 | Championnats pan-pacifiques  | Sydney   | 8e    | 200 m dos            |